# Demidov
Demidov (Russo: Деми́дов) é uma cidade em Oblast de Smolensk, na Rússia, localizada no rio Kasplya e tem confluência com o rio Gobza.
As coordenadas geográficas são: 55° 16′ N, 31° 31′ L. A sua população é de, aproximadamente, 8.400 (estimativa de 2005); e tinha 8.786 (censo de 2002).
Demidov foi fundada em 1499 como uma instituição de Porechye (Поре́чье) e conseguiu o título de cidade em 1776. Em 1918, ela foi renomeada de Demidov depois da morte do Bolchevique Yakov Demidov (1889-1918).